# Sylvia communis

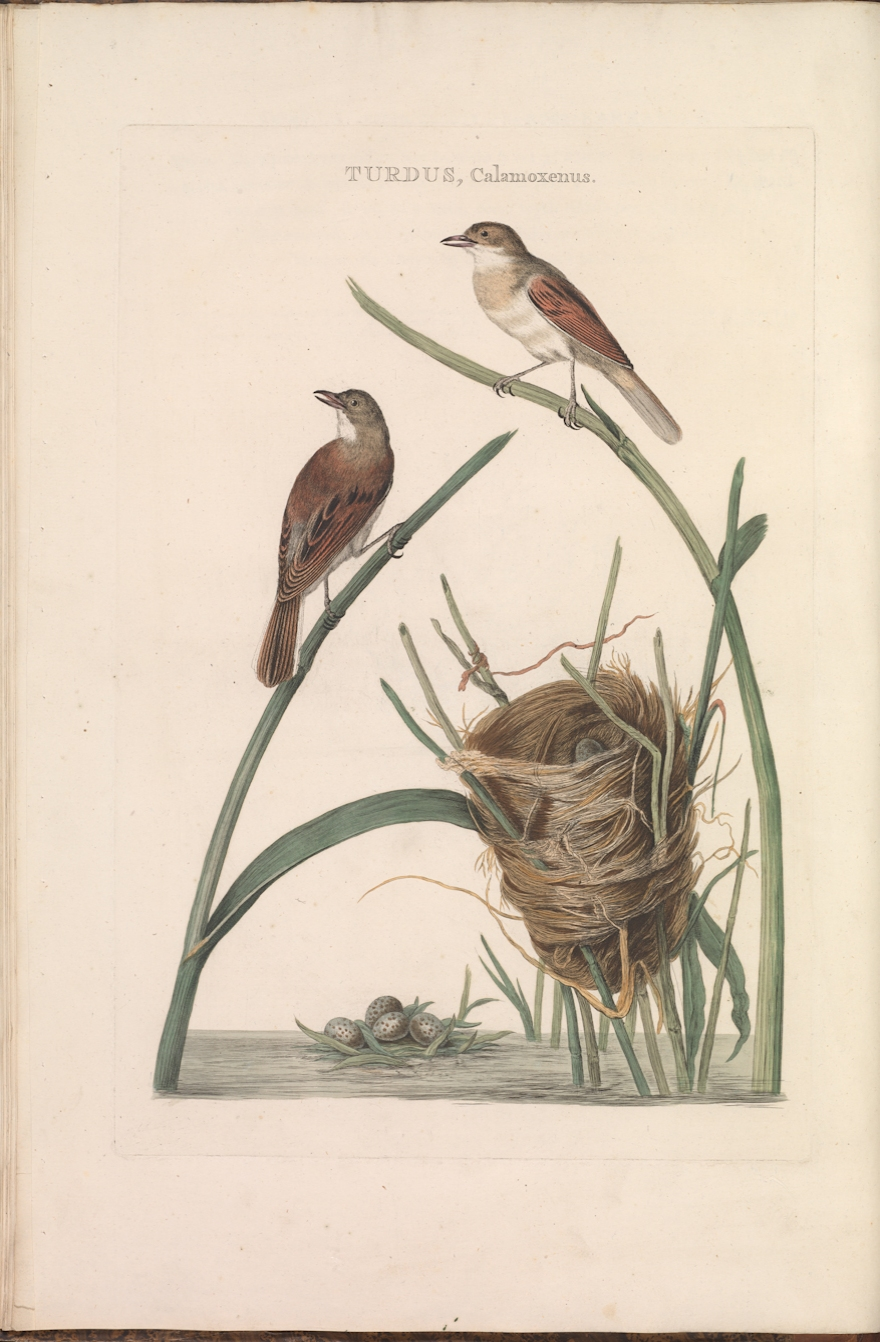
Sterpazzola in Nederlandsche Vogelen, vol. 2 (1789)

La sterpazzola (Sylvia communis) è un uccello della famiglia dei Silvidi appartenente al genere dei Sylvia.

## Descrizione
Le sterpazzole hanno dimensioni che vanno dai 13 ai 18 cm di lunghezza e pesano dai 12 ai 17 g. La parte superiore del corpo è bruno-grigiastra, le ali sono di un colore rubicondo e la parte inferiore è color latte.
La gola ha una chiazza biancastra, attorno agli occhi si trova un anello biancastro. Le gambe sono beige. La coda è relativamente lunga.
Il maschio ha un ciuffo grigio e la femmina uno marrone. Possono arrivare a otto anni di vita. Il richiamo è di solito un fed fed o un void void.

## Ambiente
Si trova in tutta Europa fuorché nel nord della Scandinavia. È un uccello migratore dai lunghi tragitti ed ha il suo quartier generale nell'Africa sub-sahariana. La sterpazzola vive in luoghi con arbusti e piante spinose.

## Nutrimento
La sterpazzola si nutre di insetti, invertebrati, bacche, ragni e larve.

## Riproduzione

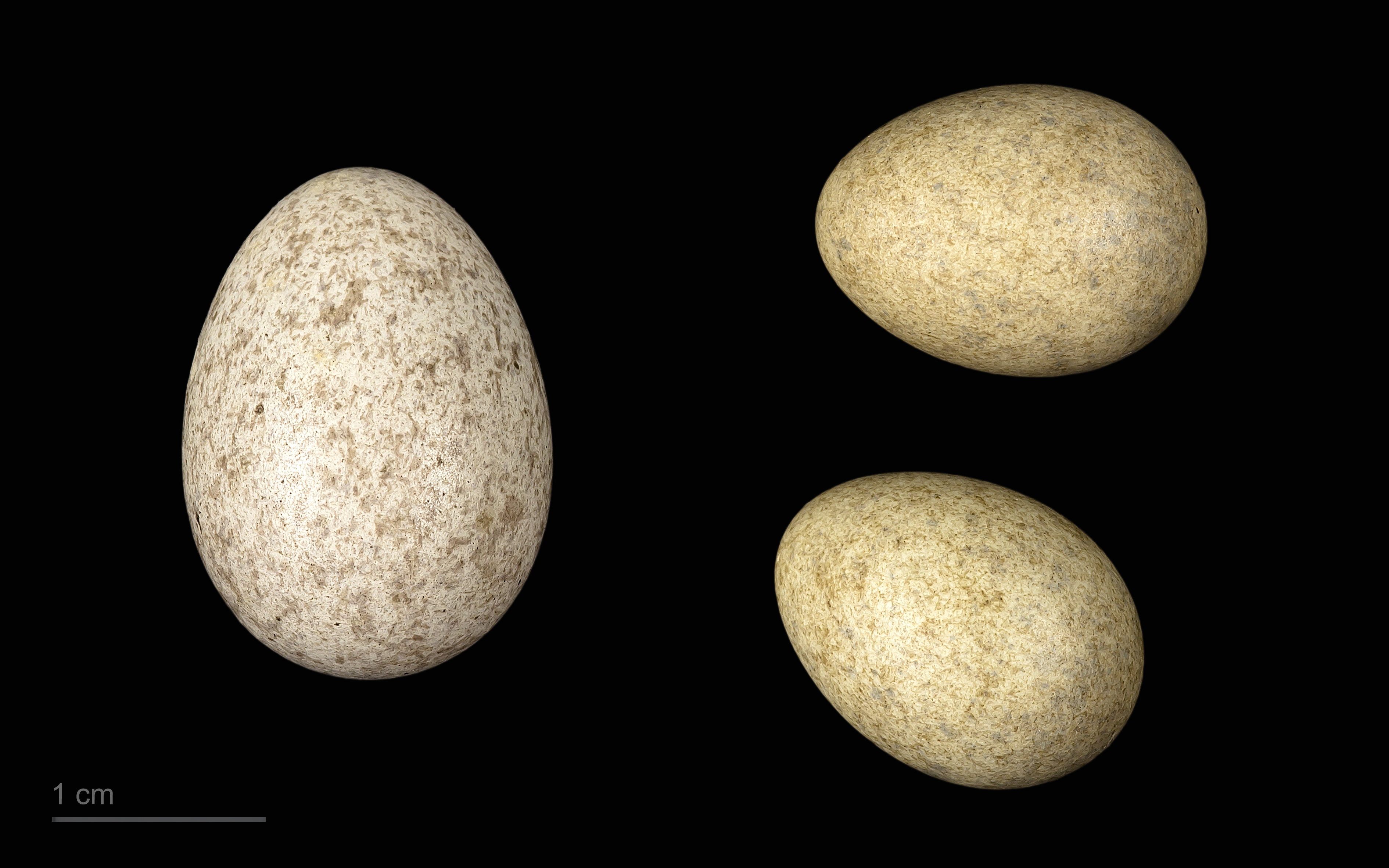
Uovo di Cuculus canorus canorus in un nido di Sylvia communis Museo di Tolosa

La maturità sessuale si raggiunge dopo il primo anno di vita. I nidi sono costruiti dalle femmine con fili d'erba, peli, radici e sono ben nascosti tra le stoppie a poca altezza dal terreno. Le femmine depongono da 4 a 5 uova e il tempo di cova va da 11 a 12 giorni; i partner si danno il cambio nel covare. I piccoli, nudi, restano nel nido per 12 - 13 giorni.
Spesso nel nido della sterpazzola si trovano anche uova di cuculo.